# 软鳍四须鲃
软鳍四须鲃（学名：Barbodes benasi）为鲤科四须鲃属的鱼类，俗名花鱼。在中国，分布于元江水系等。该物种的模式产地在越南老街省的孟昏和沙坝。

## 扩展阅读
維基物種上的相關：软鳍四须鲃